# Та (шістнадцята літера арабської абетки)

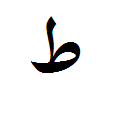
Ізольована форма літери

Та (араб. ‏طاء‎; т̣а̄’) — шістнадцята літера арабської абетки, позначає звук [tˁ]. Не слід плутати т̣а̄’ з та̄’ — в українській мові їхні назви збігаються, проте їхнє звучання зовсім різне.
В усіх позиціях та має вигляд ط.
Та належить до сонячних літер.
Літері відповідає число 9.
В перській мові ця літера також має назву «та» (перс. طا), звучить як [t].

## В юнікоді
| Юнікод         | U+0637            |
| Ім'я в юнікоді | ARABIC LETTER TAH |
| HTML           | &#1591;           |
| ISO 8859-6     | 0xd7              |